# Gilbert Naccache (tennis)
Pour les articles homonymes, voir Gilbert Naccache.
Gilbert Naccache, né le 5 février 1919 à Tunis et mort le 21 mai 2007, est un joueur de tennis tunisien.

## Biographie
À l'âge de seize ans, il remporte la coupe Brun, la coupe Noël Amory, mais perd la finale du championnat de Tunisie de tennis. Par la suite, il remporte trois titres nationaux consécutifs et fait partie des espoirs du tennis français, disputant les championnats de France juniors. Henri Cochet lui aurait conseillé de s'engager dans les circuits mais pour Naccache, le tennis était avant tout un plaisir.
Il devient le premier Tunisien à remporter un match en Grand Chelem lorsqu'il bat Philippe Chatrier aux Internationaux de France en 1951.
Deux mois après sa mort, la Fédération internationale de tennis lui rend hommage en marge de son assemblée générale pour les services qu'il a rendus au tennis en Tunisie. Il est inhumé au cimetière du Borgel à Tunis.

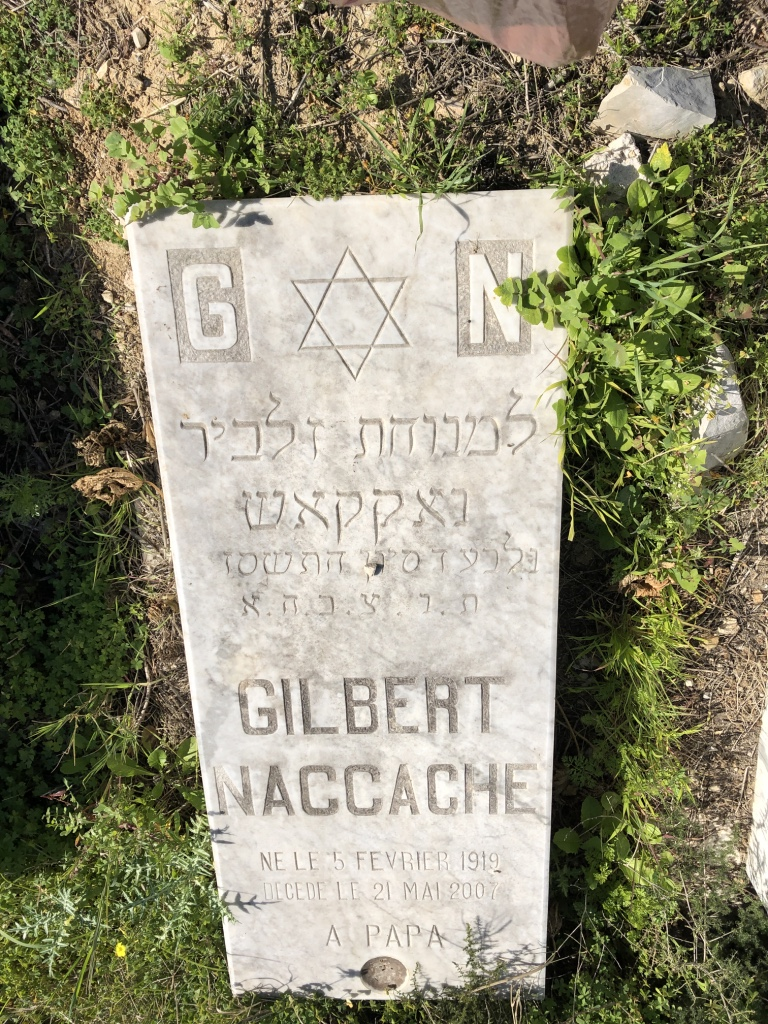
Pierre tombale de Gilbert Naccache.

## Palmarès
- Championnat de Tunisie :
  - simple messieurs : vainqueur en 1936, 1937, 1938, 1949, 1950, 1952 et 1953
  - double messieurs : vainqueur en 1935, 1936, 1937, 1938, 1950, 1952 et 1953
  - double mixte : vainqueur en 1936, 1937 et 1938